# Anhima cornuta
Anhima cornuta là một loài chim trong họ Anhimidae.

## Hình ảnh

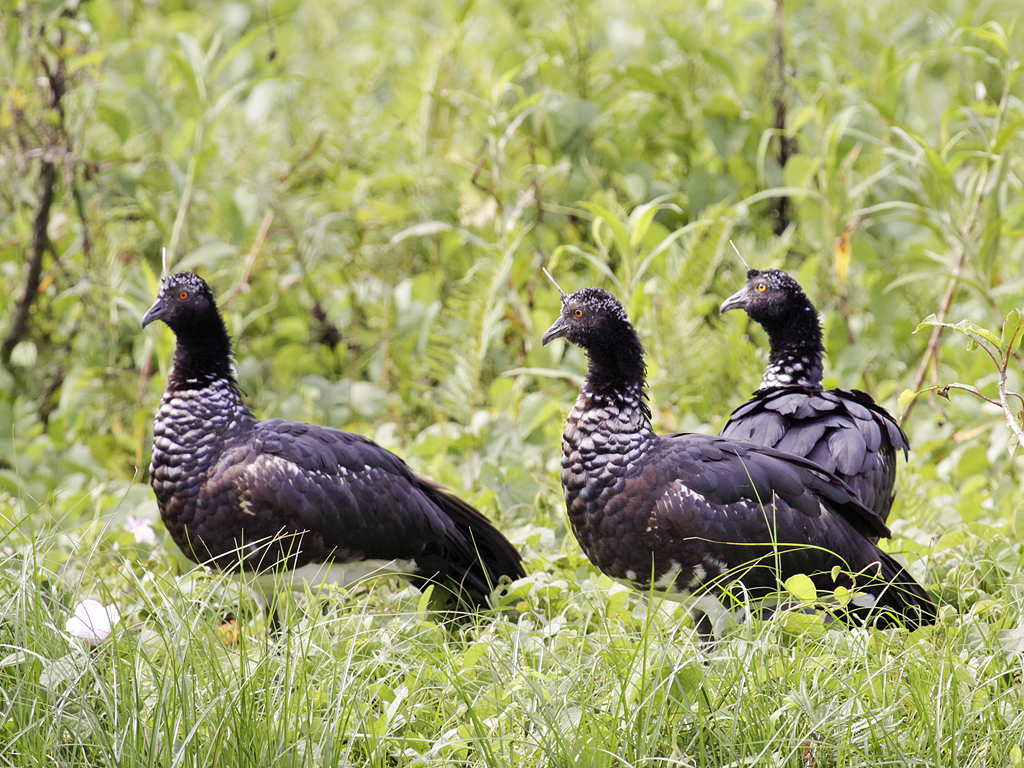
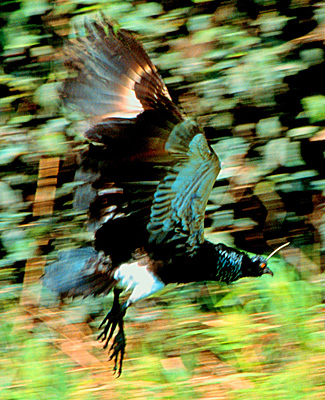
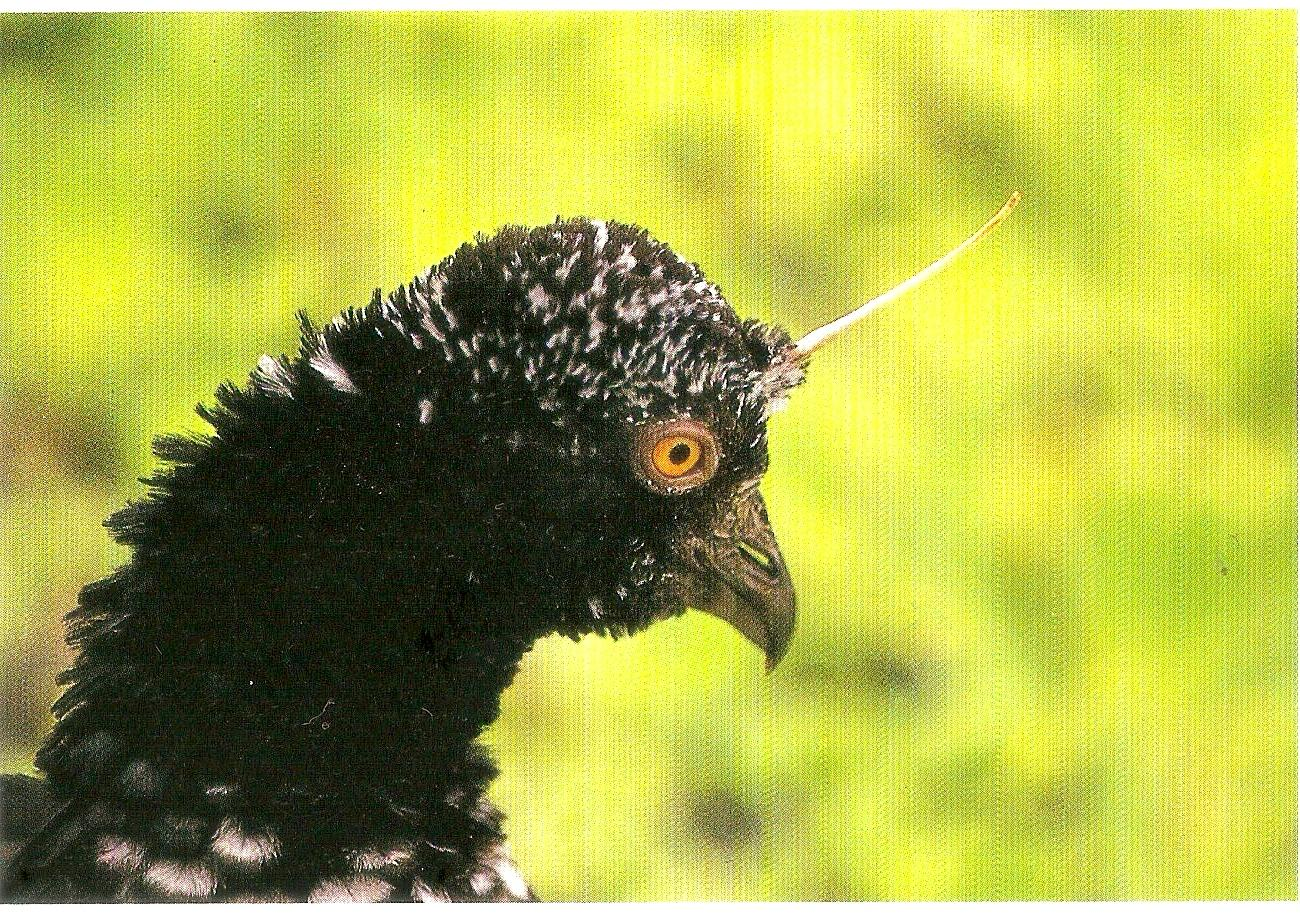